# Valdeolea
Valdeolea es un municipio de Cantabria (España), situado en la comarca de Campoo-Los Valles, en la zona meridional de la comunidad.  Limita al norte con la sierra de Híjar y los municipios de Hermandad de Campoo de Suso y Campoo de Enmedio, al oeste con Valdeprado del Río y al este y al sur con la provincia de Palencia. 

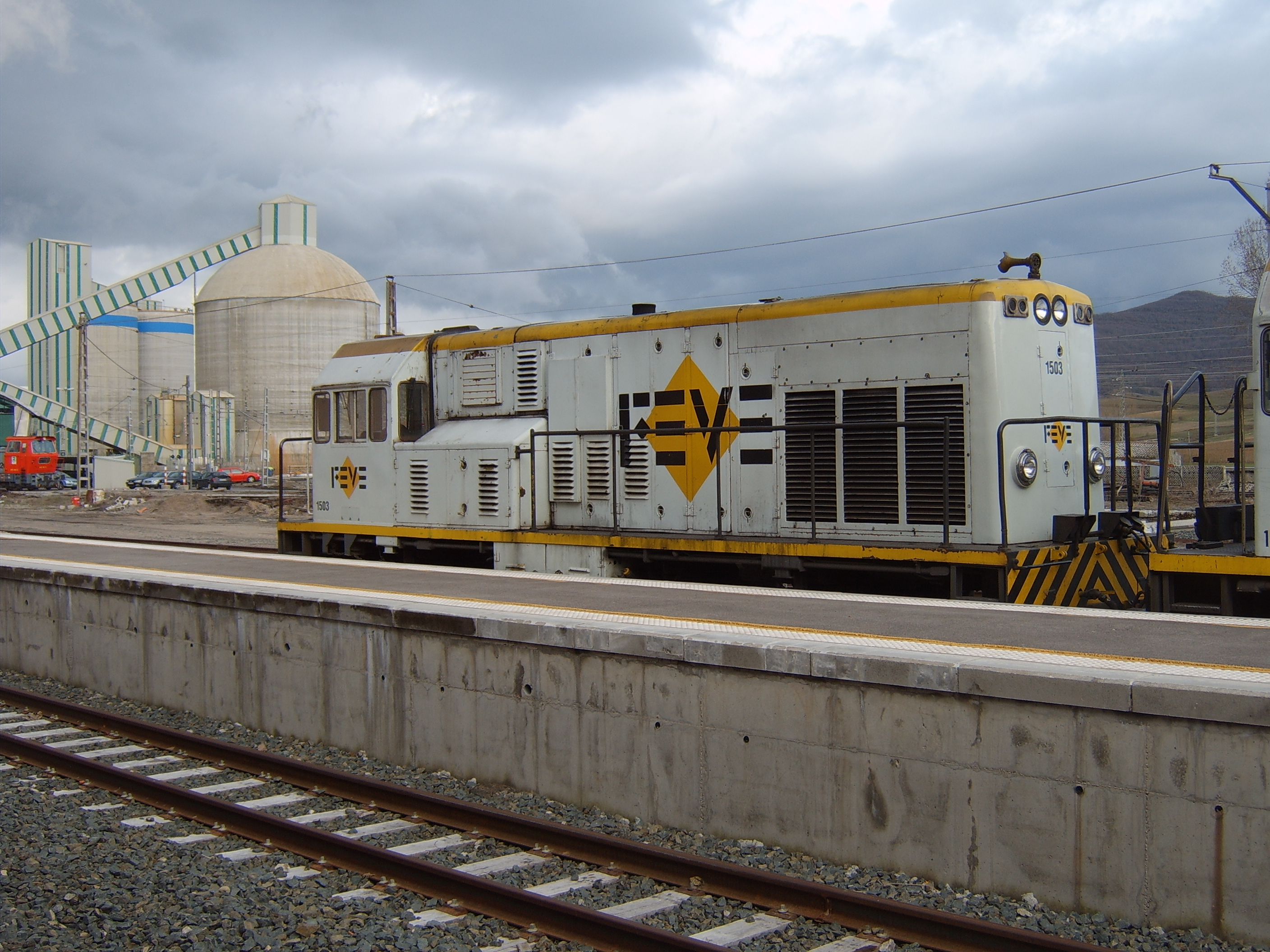
Estación de Mataporquera, con una locomotora de la extinta Feve.

## Toponimia
El nombre del municipio significa literalmente «valle de Olea» (Val-de-Olea), haciendo referencia a uno de los pueblos que se ubica al norte del municipio y que da nombre al mismo. Olea es actualmente uno de los pueblos más grandes del valle, pero aun así y a pesar de dar nombre al municipio parece que nunca funcionó como capital del mismo, pues era en el barrio de Casasola (en Reinosilla) donde se reunían los representantes de los concejos de la Hermandad y posteriormente la capital del municipio se situó en Mataporquera, actualmente el pueblo más grande debido al desarrollo industrial y ferroviario que sufrió en décadas pasadas.

## Geografía

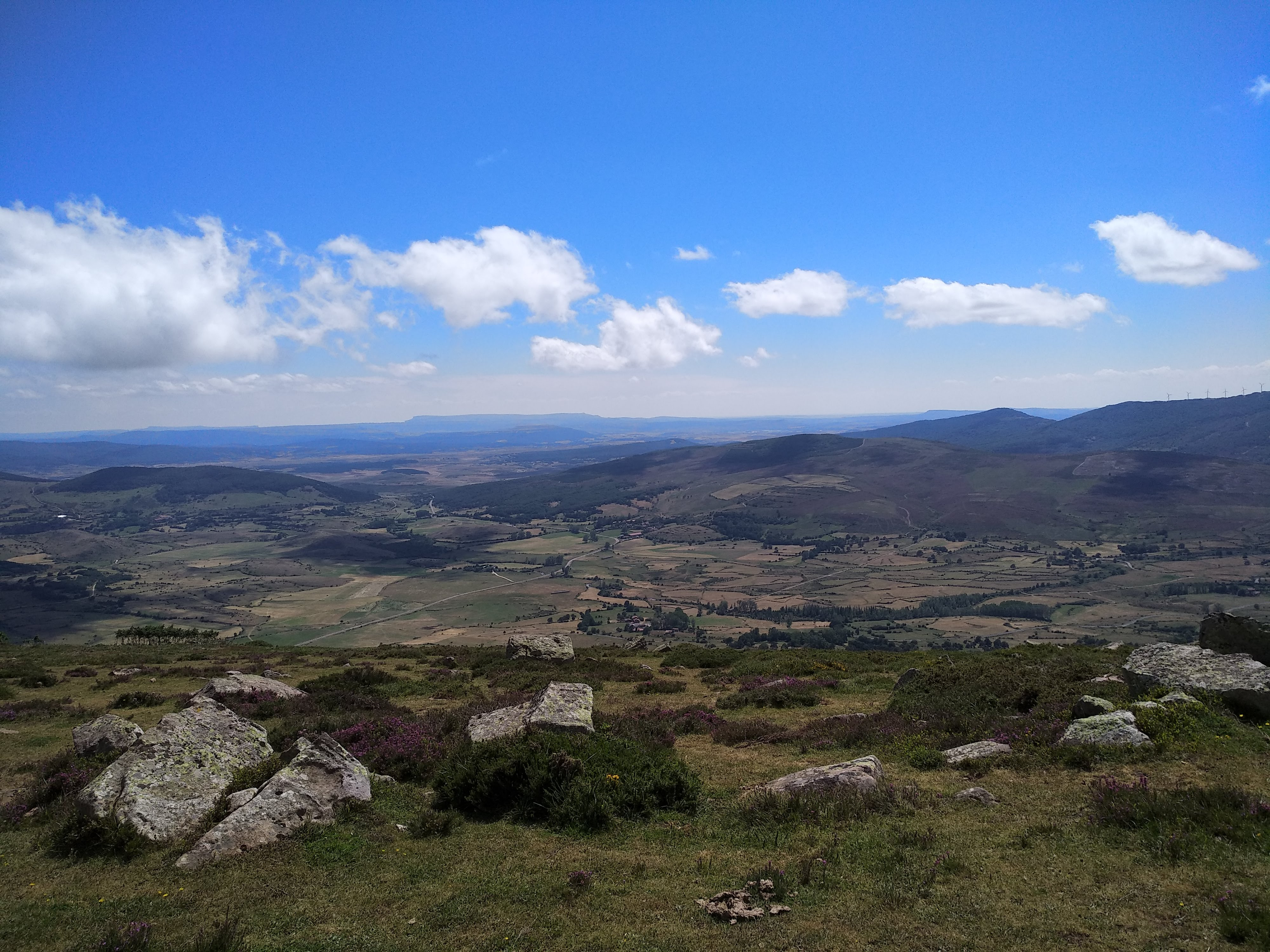
Panorámica de Valdeolea desde el Monte Endino

Es uno de los municipios más meridionales de Cantabria y el último municipio que se atraviesa antes de salir de Cantabria y entrar en la provincia de Palencia en la tradicional vía de comunicación entre Santander y la Meseta central, a través de la carretera nacional N-611, la Autovía A-67 y el ferrocarril. Por el municipio pasa también el Ferrocarril de La Robla del Adif, operado por Renfe Cercanías AM. 
Como curiosidad hidrológica cabe destacar que es el único municipio de Cantabria cuyas aguas vierten al océano Atlántico a través de la cuenca del Duero. Esto se debe a que el río Camesa, un afluente del Pisuerga, atraviesa el municipio de norte a sur. 

### Clima
El municipio encaja dentro del clima denominado oceánico de transición, con algunos componentes de clima de montaña debido a su altitud. Su clima es en realidad una mezcla de clima mediterráneo continentalizado (al estar abierto a la meseta castellana) con influencia oceánica suavizada por las sierras de Isar y la cordillera Cantábrica. Esta mezcolanza climática se manifiesta por inviernos muy fríos con frecuentes nevadas y heladas nocturnas entre noviembre y abril y veranos medianamente calurosos durante el día y frescos por la noche.
En cuanto a las precipitaciones, aunque son elevadas, son bastante menores que en la costa de Cantabria. En invierno suelen ser en forma de nieve o de aguanieve si la temperatura no es lo suficientemente baja. Las precipitaciones suelen concentrarse en las zonas altas.

### Naturaleza

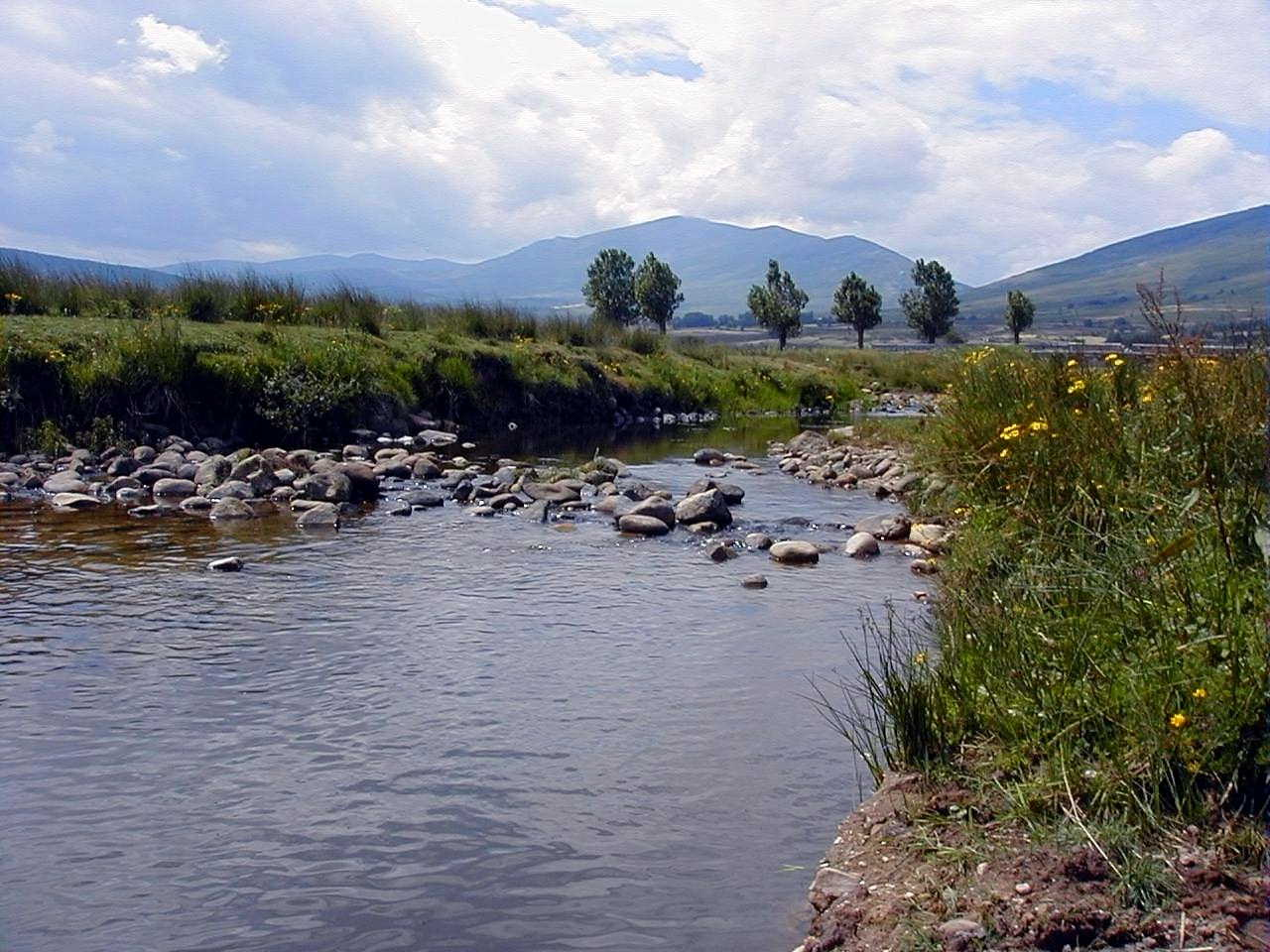
Río Camesa a su paso por Santa Olalla

En este municipio se alternan los ambientes de transición atlánticos y mediterráneos, fruto de su situación entre un clima oceánico y un clima mediterráneo continental. Tienen especial interés ecológico la zona del Alto del Bardal y el Monte Endino, poblado por robles y hayas. Por otra parte, en el río Camesa se puede ver un atractivo bosque de ribera poblado por sauces y chopos.
En cuanto a las especies animales, en Valdeolea hay mamíferos como el lobo, el jabalí, el tejón y el corzo. Atendiendo a las aves, pueden observarse el alimoche y el buitre leonado en los roquedos; el azor, el águila calzada y la leonada en las praderas y bosques; en el río Camesa abundan el cangrejo señal (cangrejo americano) y las culebras de agua.

## Historia
Valdeolea es clave para conocer el proceso de romanización de la Cantabria antigua. Su territorio era atravesado por la vía que unía Pisoraca (Herrera de Pisuerga) con Portus Blendium, y sus campos, marcados por numerosos términos augustales —se han localizado casi una veintena— que separaban los prata de la Legio IIII Macedonica del ager de Iuliobriga, el asentamiento romano más importante que hubo en el antiguo territorio cántabro y cuyos restos se alzan en el municipio vecino de Campoo de Enmedio. De aquellos tiempos sobresale el yacimiento de Camesa-Rebolledo, sobre el cual se especula pudiera ser Octaviolca. Se trata de una villa con varias dependencias termales, que alojó más tarde un templo cristiano y una necrópolis, ejemplos de la repoblación de la comarca en la Alta Edad Media.
En el siglo X, durante el reinado de Alfonso III de Asturias, Valdeolea y su entorno figuraban integrados en una demarcación territorial denominada Campo Pau. Ya en 1183, en una donación que el rey Alfonso VIII de Castilla hizo al obispo de Burgos, la comarca es ya registrada como Campoo y dos siglos más tarde, en el Becerro de Behetrías de 1351, figura dentro de la merindad de Aguilar de Campoo.
Entretanto, los asentamientos permanentes que surgieron en estos siglos en el territorio de Valdeolea se articularon en catorce concejos, institución llamada a pervivir durante todo el Antiguo Régimen: Camesa, con los barrios de Barriopalacio, Camesa y Rebolledo; Castrillo y barrio de La Haya; Cuena y las casas de Monasterio; Espinosa; La Loma; Mata de Hoz; Mataporquera; Matarrepudio; Olea; Reinosilla y venta de Casasola; Santa Olalla; el concejo mayor de Las Quintanillas, compuesto por Bercedo, Las Henestrosas, La Quintana y Las Quintanillas; y las villas de Hoyos y San Martín. Todos ellos dependían del rey, salvo Hoyos y San Martín, que, desde mediados del siglo XV, estuvieron vinculados a la casa Bravo Hoyos. La regulación del funcionamiento de cada concejo se establecía en unas ordenanzas, de las cuales solo se conservan las de Camesa y algunos capítulos de las de Mataporquera. Según las primeras, el concejo estaba administrado por dos regidores y contaba con un fiel, encargado del cobro de repartimientos vecinales.
En los siglos XIV y XV los concejos de los territorios de Campoo se agruparon en las hermandades de Campoo de Enmedio, Campoo de Suso, Campoo de Yuso, Valdeolea, Valdeprado, Los Carabeos y Cinco Villas. Cada una elegía anualmente a un procurador síndico general, vocal nato en las juntas del Ayuntamiento General de la Merindad de Campoo en la villa de Reinosa. Este oficial presidía la Junta de Hermandad, compuesta por los regidores y fieles-diputados de los concejos. Todos los años se celebraba una Junta (no había fecha fija para la Hermandad de Valdeolea) presidida por el corregidor de Reinosa (cargo creado a finales del siglo XV), en la cual elegían a los procuradores síndicos, a los alcaldes de la Santa Hermandad y, desde 1766, a los diputados de abastos y ‘personeros síndicos del común’. Se reunía en Casasola y formaban parte de ella todos los concejos del valle a excepción de las villas de Hoyos y San Martín de Hoyos y Cuena, que, no obstante, sí pertenecía a la Merindad de Campoo.
Durante el Antiguo Régimen las siete hermandades, la villa de Reinosa y Valderredible formaron parte de la jurisdicción conocida como Corregimiento de Reinosa y Merindad de Campoo (Partido de Reinosa), incluido en el partido de Palencia de la provincia de Toro, circunscripción fiscal surgida en torno al año 1500. Tras la llegada al poder de la dinastía de los Borbones se trató de generalizar y uniformizar la división territorial del Estado, creando intendencias que reunieran las funciones de justicia, policía, finanzas y guerra. Tras varios reajustes quedaron reducidas a 22 en 1749. En las primeras décadas del siglo XIX esta zona conoció diversos cambios: el 24 de agosto de 1803 se suprimió la provincia de Toro y el 1 de enero de 1806 el partido de Reinosa quedó incorporado a la provincia de Palencia. Entre 1810 y 1813 formó parte de la prefectura de Santander; de 1814 a 1822 pasó a la provincia de Palencia; en 1822 quedó incluida en la provincia constitucional de Santander; entre octubre de 1823 y 1833 volvió a formar parte de la provincia de Palencia. Finalmente, en noviembre de 1833 se incorporó definitivamente a la provincia de Santander. Figura como ayuntamiento en el Decreto orgánico de 23 de julio de 1835, dentro del partido judicial de Reinosa.

## Demografía
Valdeolea cuenta con una población de 884 habitantes (INE 2024).
| Gráfica de evolución demográfica de Valdeolea entre 1842 y 2021                                                     |
| |
| Población de derecho según los censos de población del INE Población de hecho según los censos de población del INE |

Casi el 80 % de la población del municipio vive en la capital (Mataporquera). Ninguna de las demás localidades superan los 50 habitantes, estando la mayoría de ellas por debajo de los 20. Así pues, el municipio sufre una gran despoblación, si exceptuamos el núcleo de la capital.
Entre 1950 y 1960 se alcanzó la población más alta del municipio, sobrepasándose los 4000 habitantes, sobre todo gracias al ferrocarril y a las empresas situadas en Mataporquera. Desde entonces la población fue disminuyendo hasta las cifras actuales en las que se sobrepasan, por poco, el millar de habitantes. 

## Administración y política

### Gobierno municipal
Debido al carácter industrial del municipio, el voto de izquierdas siempre ha sido el mayoritario, sobre todo en la capital, no tanto en las zonas rurales del municipio. Por eso, a pesar de ser un municipio rural gobierna tradicionalmente el PSOE. 
Aun así actualmente Fernando Franco González (PP) es el alcalde del municipio después de ganar las elecciones de 2015 por mayoría absoluta, que revalidó en las elecciones de 2019.
| Periodo   | Nombre                   | Partido | Partido                                  |
| --------- | ------------------------ | ------- | ---------------------------------------- |
| 2003-2011 | Ángel Calderón Sainz     |         | Partido Socialista Obrero Español (PSOE) |
| 2011-act. | Fernando Franco González |         | Partido Popular (PP)                     |

| Partido político                         | 2023  | 2023  | 2023       | 2019  | 2019  | 2019       | 2015  | 2015  | 2015       | 2011  | 2011  | 2011       | 2007  | 2007  | 2007       | 2003  | 2003  | 2003       |
| Partido político                         | Votos | %     | Concejales | Votos | %     | Concejales | Votos | %     | Concejales | Votos | %     | Concejales | Votos | %     | Concejales | Votos | %     | Concejales |
| Partido Popular (PP)                     | 366   | 60,59 | 5          | 365   | 56,76 | 5          | 382   | 56,43 | 5          | 400   | 48,54 | 5          | 263   | 29,58 | 3          | 312   | 32,07 | 3          |
| Partido Socialista Obrero Español (PSOE) | 130   | 21,52 | 1          | 208   | 32,34 | 2          | 150   | 22,16 | 2          | 264   | 32,04 | 3          | 428   | 48,14 | 5          | 429   | 44,09 | 5          |
| Partido Regionalista de Cantabria (PRC)  | 71    | 11,75 | 1          | 64    | 9,95  | 0          | 138   | 20,38 | 2          | 66    | 8,01  | 0          | 141   | 15,86 | 1          | 147   | 15,11 | 1          |
| Izquierda Unida (IU)                     | —     | —     | —          | —     | —     | —          | —     | —     | —          | 92    | 11,17 | 1          | 43    | 4,84  | 0          | 61    | 6,27  | 0          |

### Organización territorial

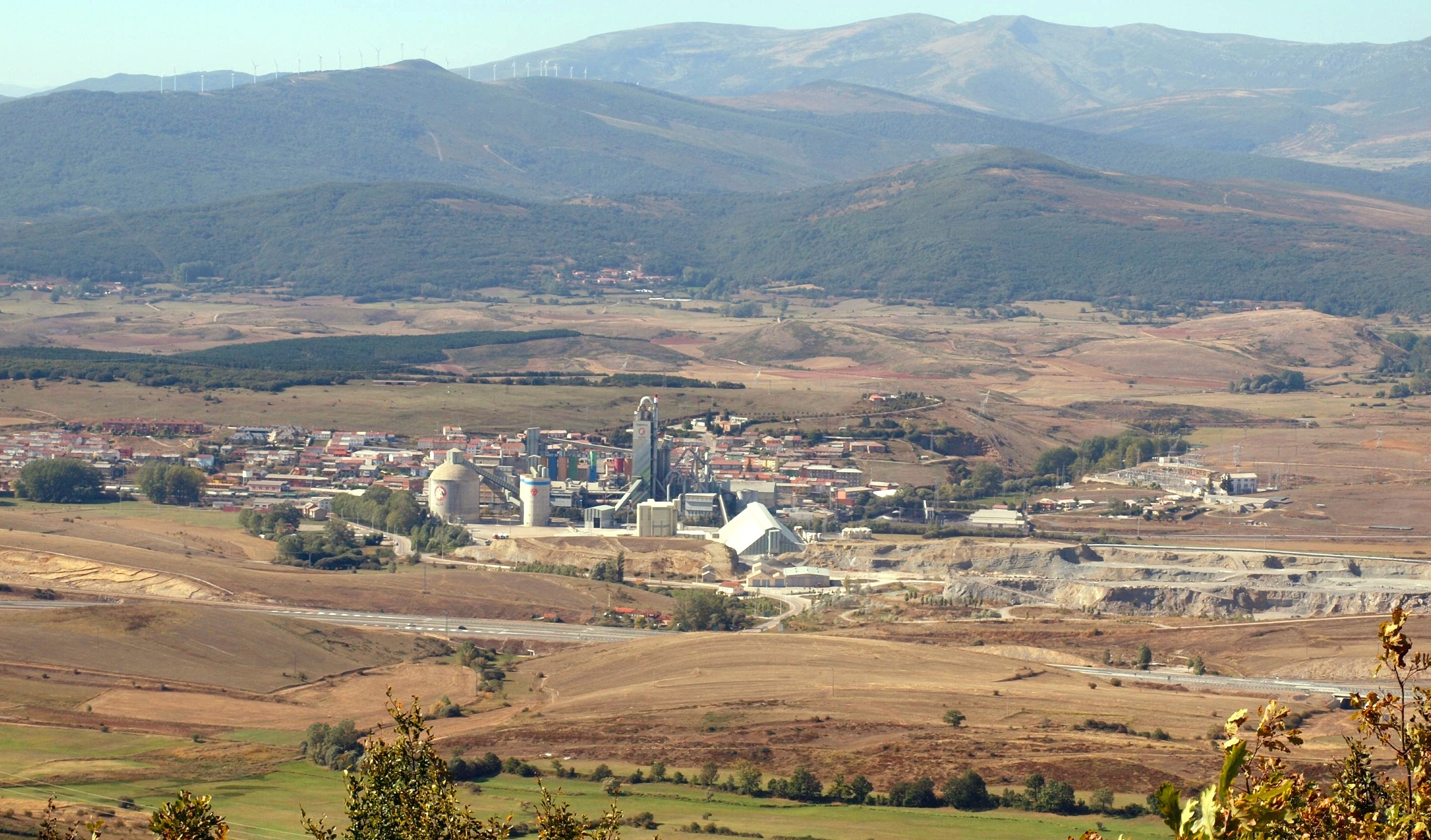
Mataporquera

Sus 884 habitantes (INE, 2024) viven distribuidos en 20 pueblos. La mayoría de ellos tienen una población muy escasa rozándose en algunos casos la despoblación. Mataporquera (la capital) aglutina gran parte de la población. Los pueblos son:
- Barriopalacio, 3 hab.
- Bercedo, 10 hab.
- Camesa, 21 hab.
- Castrillo del Haya, 23 hab.
- Cuena, 15 hab.
- El Haya, 4 hab.
- Espinosa, 2 hab.
- Las Henestrosas de las Quintanillas, 13 hab.
- Hoyos, 12 hab.
- La Loma, 4 hab.
- Mata de Hoz, 22 hab.
- Mataporquera (capital), 648 hab.
- Matarrepudio, 18 hab.
- Olea, 24 hab.
- La Quintana, 16 hab.
- Las Quintanillas, 15 hab.
- Rebolledo, 6 hab.
- Reinosilla, 17 hab.
- San Martín de Hoyos, 8 hab.
- Santa Olalla, 3 hab.

## Economía
De acuerdo con la Contabilidad Regional que realiza el Instituto Nacional de Estadística, en el año 2014 la renta per cápita de Valdeolea era de  15 121 euros por habitante, por debajo de la media regional que se sitúa en 13 888 € y la estatal (13 960 €).
La tipología de los suelos del municipio ha favorecido la ganadería vacuna de carne, aunque también la ovina, siendo una de las pocas zonas de Cantabria favorables al pastoreo de ovejas que tiene mucha tradición en el municipio. Hasta la llegada del ferrocarril a Mataporquera en el siglo XIX, el municipio era eminentemente rural al igual que el resto de la comarca de Campoo-Los Valles. El ferrocarril favoreció la instalación de industrias en Mataporquera que fue especialmente notable a mediados del siglo XX, destacando la empresa cementera "Cementos ALFA", que aun sigue en funcionamiento. 
Desde los años 70 la industria fue perdiendo peso y en la actualidad este sector está bastante disminuido, aunque sigue teniendo bastante peso comparado con otros municipios rurales de Cantabria. En la actualidad el municipio trata de desarrollar el turismo rural, que parece uno de los sectores más viables para los próximos años debido a la pérdida de importancia del sector agrario. 
En la siguiente tabla se muestra la distribución de la población por sectores económicos:
| Sector primario  | 15.8 |
| Construcción     | 13.4 |
| Industria        | 24.9 |
| Sector terciario | 45.8 |

## Patrimonio

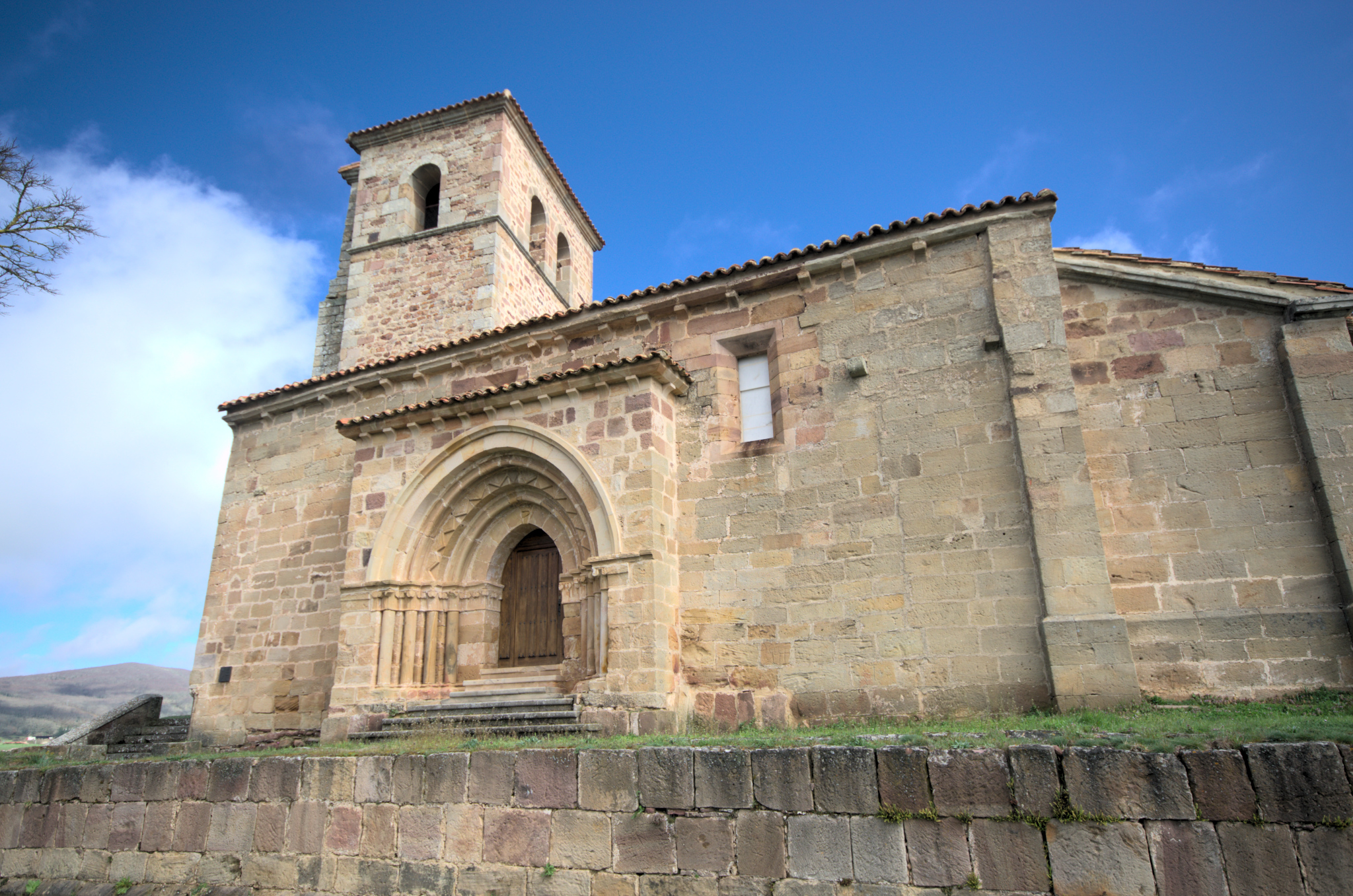
Iglesia de Santa María La Real

Valdeolea destaca por su patrimonio natural, artístico y cultural. Su geografía está repleta de interesantes ejemplos de arte románico que lo incluyen en el País del Románico, así como de megalitismo, con numerosos menhires jalonan buena parte del territorio, algo inédito en Cantabria. Destacan los siguientes bienes de interés cultural en el municipio:

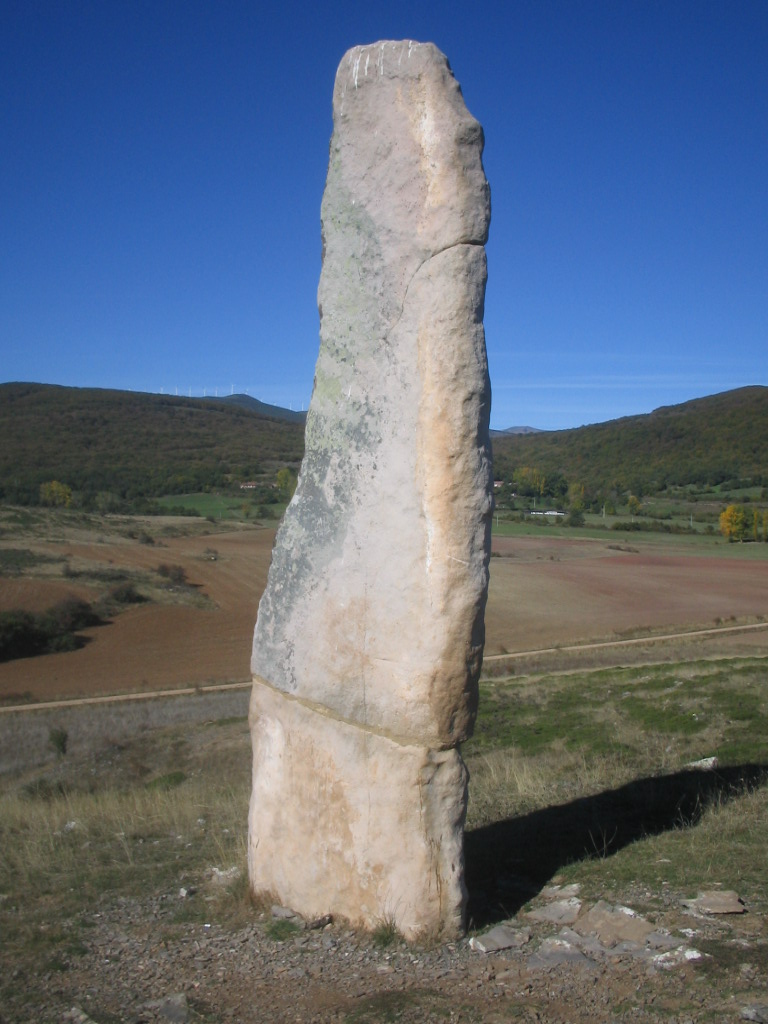
«El Cabezudo», de 4,85 metros, el más alto de los menhires de Valdeolea

- Ermita de San Miguel en Olea, con categoría de monumento.
- Iglesia de Santa María La Real en Las Henestrosas de las Quintanillas, monumento; tiene pinturas góticas. Ermita de Santa Ana en Las Henestrosas de las Quintanillas.
- Iglesia de San Martín en San Martín de Hoyos e Iglesia de Santa María en Hoyos, monumentos.
- Iglesia de Santa Eulalia en La Loma, monumento; tiene pinturas góticas.
- Iglesia de San Juan Bautista en Mata de Hoz, monumento; tiene pinturas góticas.
- Torre Medieval en San Martín de Hoyos, monumento.
- Yacimiento romano-medieval de Camesa-Rebolledo, con categoría de zona arqueológica. Se trata de los restos arqueológicos de una villa romana que, al parecer, podría pertenecer a Octaviolca. Este interesante yacimiento cuenta con restos arqueológicos correspondientes a un dilatado período histórico: desde la romanización hasta la Edad Media.
- Yacimiento arqueológico del monte Ornedo, zona arqueológica.

Además, hay dos Bienes de interés local:
- Edificio noble de Henestrosas de las Quintanillas.
- Puente de Casasola en Casasola.

Y tres Bienes inventariados:
- Puente de Santa Olalla
- Puente de Reinosilla
- Una de las Locomotoras de Vapor ("Udías, María, Revilla, Peñacastillo, Reyerta y Begoña 3"), en concreto la locomotora Begoña 3, localizada en Mataporquera.

## Personas ilustres
- Joaquín Arozamena Postigo: (1906-1947) Aviador nacido en la localidad de Mataporquera.
- Jacinto Hoyuelos: (1914-1936) beatificado el 25 de octubre de 1992 por el Papa Juan Pablo II, nacido en la localidad de Matarrepudio.